# 泰尼
泰尼（法語：Tennie，法語發音：[teni]）是法国萨尔特省的一个市镇，属于马梅尔斯区。

## 地理
泰尼（48°6'29"N, 0°4'33"W）面积33.13 平方千米，位于法国卢瓦尔河地区大区萨尔特省，该省份为法国西北部内陆省份，北起顺时针与奥恩省、厄尔-卢瓦省、卢瓦-谢尔省、安德尔-卢瓦尔省、曼恩-卢瓦尔省和马耶讷省接壤，是法国大西部的入口，连接卢瓦尔河谷、布列塔尼和巴黎盆地。
与泰尼接壤的市镇（或旧市镇、城区）包括：鲁埃、孔利、讷维拉莱、帕雷讷、圣桑福里安、贝尔奈讷维昂香槟。

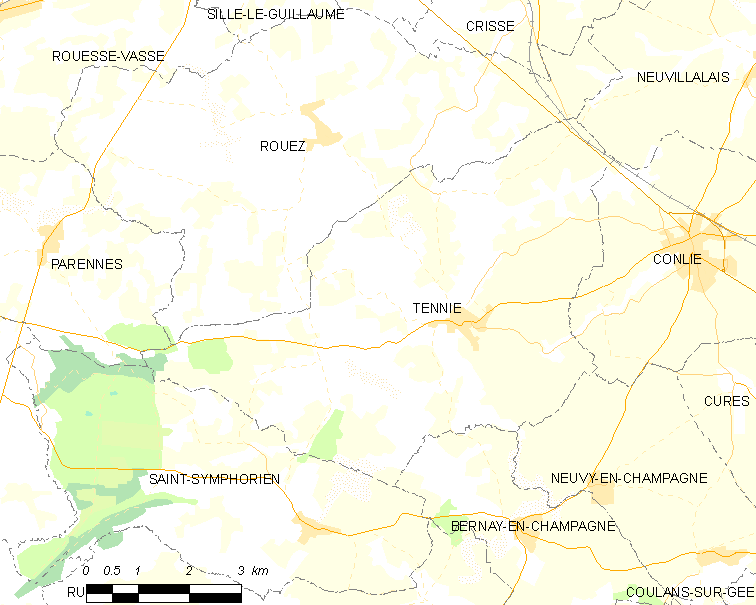
泰尼的OSM定位图

泰尼的时区为UTC+01:00、UTC+02:00（夏令时）。

## 行政
泰尼的邮政编码为72240，INSEE市镇编码为72351。

## 政治
泰尼所属的省级选区为卢埃县。

## 人口

1962-2008年间泰尼人口变化图示

泰尼于2022年1月1日时的人口数量为1017人。